# Schwarzwaldskinka

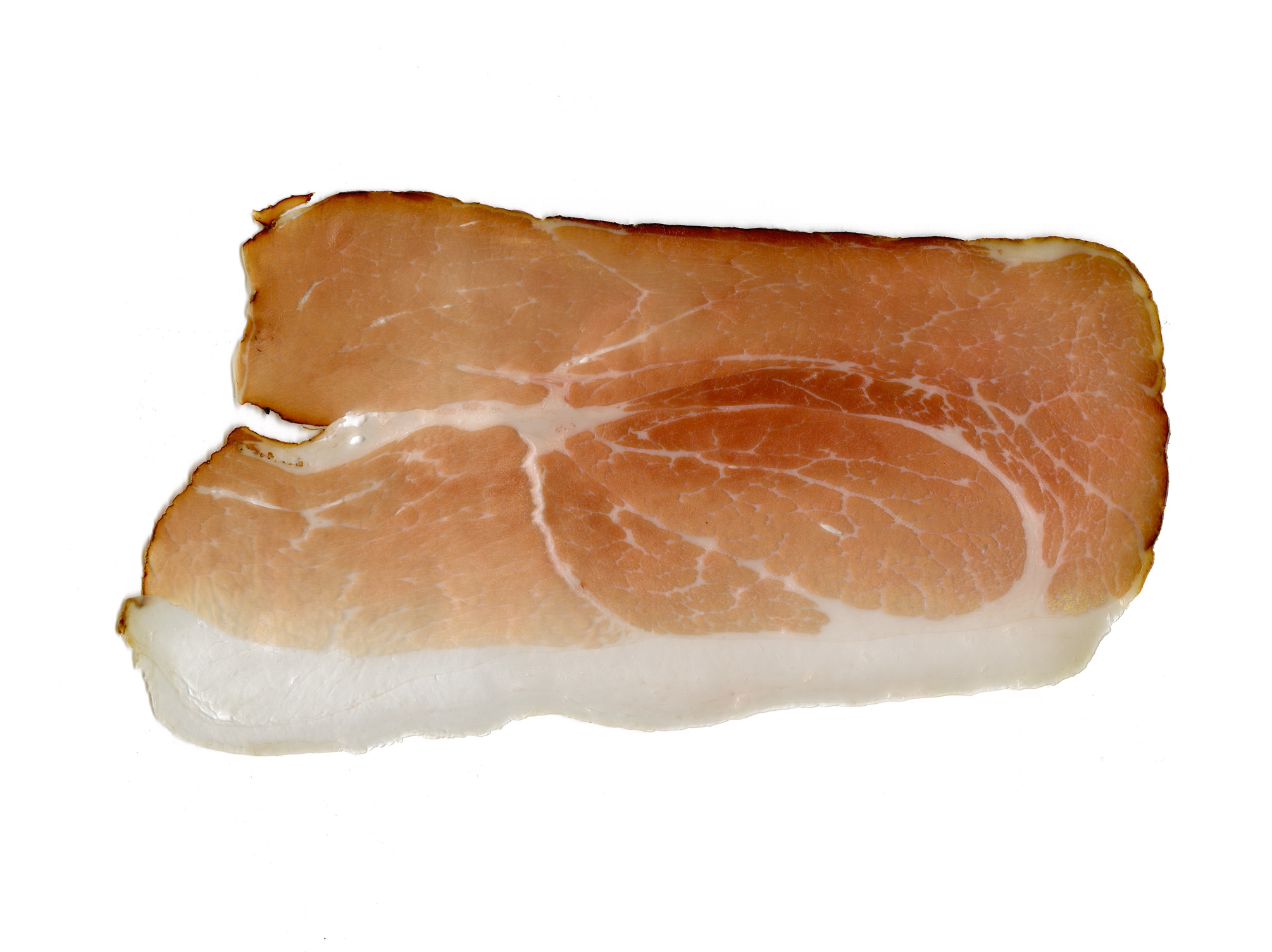
En skiva Schwarzwaldskinka

Schwarzwaldskinka, Schwarzwälder Schinken på tyska, är en av många rökta skinkor som produceras i Schwarzwald-regionen i Tyskland.
Maträtten har skyddad ursprungsbeteckning inom EU.